# Formalismo de Mori-Zwanzig
O formalismo Mori-Zwanzig, assim denominado em homenagem aos físicos Hajime Mori e Robert Zwanzig, é um método da física estatística. Ele permite dividir a dinâmica de um sistema em uma parte relevante e uma parte irrelevante usando operadores de projeção, o que permite encontrar equações fechadas de movimento para a parte relevante. É usado, por exemplo, na mecânica dos fluidos ou na física da matéria condensada.Apesar de ser amplamente utilizada na física e na matemática aplicada como ferramenta de redução de dimensões, as propriedades analíticas da equação ainda são desconhecidas, o que torna árdua a quantificação e aproximação da equação MZ.